# Владимир Грбић
Владимир Грбић, познат као Вања (Клек, 14. децембра 1970) бивши је српски одбојкаш. Један је од најбољих српских одбојкаша свих времена и члан одбојкашке Куће славних.
Укупно је у дресу репрезентације освојио 14 медаља и проглашен за најбољег играча Европе 2000. године. Највећи успех постигао је на Олимпијским играма у Сиднеју 2000, када је освојио златну медаљу. Био је члан репрезентације која је освојила титулу шампиона Европе 2001. године.

## Каријера
Грбић је играо на позицији примача сервиса, дугогодишњи репрезентативац. Са репрезентацијом је учествовао на неколико светских првенстава, европских првенстава и олимпијских игара. Највећи успех постигао је на Олимпијским играма у Сиднеју 2000. године, на којој је носио заставу Југославије на церемонији отварања и када је био један од најбољих играча селекције Југославије која је освојила златну медаљу. Годину дана касније био је члан репрезентације која је на Европском првенству освојила титулу шампиона Старог континента. Освајао је још неколико медаља на Европским првенствима, као и олимпијску бронзу у Атланти, 1996. године и сребро на Светском првенству у Јапану 1998. године. Укупно је у дресу репрезентације освојио 14 медаља. Репрезентативну каријеру, Грбић је завршио 2006. на Светском првенству у Јапану.
Био је члан Војводине, загребачке Младости, а са успехом играо у Италији, Грчкој, Бразилу, Русији, Јапану и Турској. Каријеру је завршио у турском Фенербахчеу у сезони 2008/09. У децембру 2010. године, добио је позив да игра од једног иранског клуба, али договор о условима уговора није постигнут.
Југословенски олимпијски комитет га је прогласио за најбољег мушког спортисту 1996. и 2000. године, а 1999. и 2000. године му је додељена златна значка Спорта, награда за најбољег спортисту у Југославији.
Након завршетка играчке каријере, обављао је функцију првог потпредседника Одбојкашког савеза Србије и члан је комисије за развој светске одбојке у ФИВБ.
Докторирао је на Факултету спорта и физичког васпитања Универзитета у Београду.

## Породица
Његов отац Милош, такође је био репрезентативац, члан селекције, која је на Европском првенству у Београду, 1975. године освојила бронзу, док је брат Никола дуго био капитен репрезентације. Породица Грбић пореклом је из Требиња у Републици Српској. Са супругом Саром има три ћерке Ину, Уну и Милу и сина Лазара.

## Занимљивости
На финалној утакмици Олимпијских игара у Сиднеју, у којој је Југославија савладала Русију са 3:0 без сумње виђен је један од најспектакуларнијих поена у историји одбојке, а извео га је Владимир Грбић. Спасавајући једну лопту буквално је прескочио у први ред трибина, а потом успео да стигне и изблокира противнички смеч.

## Награде

### Друге награде
- 2021: Награда Браћа Карић

## Успеси

### Репрезентативни
- Олимпијске игре:  2000,  1996.
- Светско првенство:  1998.
- Европско првенство:  2001,  1997,  1995, 1999.
- Светска лига:  2003,  2002, 2004.
- Медитеранске игре:  1991.
- бронзе на Светском Купу (2003), Светском купу шампиона (2001) и Светском купу изазивача (1996).

### Клупски
- Првак Југославије: (1988/89, 1991/92).
- Првак Италије: (1999/00), победник Купа Италије (1995/96) и Суперкупа Италије (1996).
- Троструки победник Купа ЦЕВ: (1993/94, 1995/96, 1999/00)
- Суперкуп Европе (1996)
- Победник Бразилског Купа Паулиста (1997)
- Првак Турске и победник Купа Турске (2008)

### Појединачни
- Најбољи одбојкаш у Европи (2000)
- Најбољи спортиста Југославије (1996, 2000)
- Добитник фер-плеј награде Удружења државних репрезентативаца Србије (2006)[11]
- Одбојкашка Кућа славних (2011)[12]
- Награда за животно дело од Европске одбојкашке конфедерације (2013)[13]